# 李察·奎斯特
李察·奧斯汀·奎斯特（Richard Austin Quest，1962年3月9日—），英國新聞從業人員，CNN International新聞播報人員與記者，根據地為美國紐約。
奎斯特目前為週播的《Quest Means Business》，以及月播的《CNN Business Traveller》與《CNN Marketplace Europ》播報人員。之前曾主持過月播的《Quest》以及每日上午為歐洲地區觀眾製播的《CNN Today》。

## 外部連結
- 李察·奎斯特在互联网电影资料库（IMDb）上的資料（英文）
- CNN staff biography （页面存档备份，存于）
- CNN Business Traveller （页面存档备份，存于）
- CNN Quest （页面存档备份，存于）